# Palacio van Busleyden
El palacio van Busleyden (en neerlandés: Hof van Busleyden) es un palacio residencial de la ciudad flamenca de Malinas, en Bélgica, ejemplo de  arquitectura del Renacimiento en ese país.

## Historia y arquitectura
El palacio fue la residencia urbana de Jerónimo de Busleyden (h. 1470-1517), un luxemburgués mecenas y humanista. Fue construido a inicios del siglo XVI en estilo renacentista. La obra fue encomendada al arquitecto Rombout II Keldermans (h. 1460-1535) que la completó entre 1503 y 1507. Busleyden era un miembro del Grote Raad van Mechelen ("Gran Consejo de Malinas"), la autoridad jurídica suprema de todos los Países Bajos. Fue amigo de Erasmo de Róterdam y de Tomás Moro. Había estudiado en Italia y a su regreso fundó el Collegium trilingue (Colegio Trilingüe) en la Universidad Católica de Lovaina, que lleva su nombre. 
Desde 1619 y hasta la Primera Guerra Mundial, albergó el Monte de Piedad, oficina donde los pobres podían conseguir préstamos sin intereses. El edificio resultó totalmente destruido en aquella guerra. Solo quedaron los muros. Se reconstruyó de 1930 a 1938 bajo la dirección de A. Winner.
Hoy la residencia renacentista es sede del Stadsmuseum (Museo de la ciudad), que alberga colecciones de arqueología, artesanía, folclore y artes aplicadas; y del Beiaard-museum (Museo del carillón) con su Beiaardschool (Escuela del carillón).